# Риби (зодия)
Рибите (на латински: Pisces) са дванадесетият (последният) астрологичен знак на зодиака, който произхожда от съзвездието Риби. Представители на зодията са родените между 19 февруари и 20 март. Съответства на диапазона от 330° – 360° върху небесната координатна система.
Глифът на зодията се състои от две полуокръжности, свързани с линия, което символизира две риби, плуващи в противоположни посоки, свързани с нишка помежду си.
Символите на зодия Риби са два основни вида. Единият представлява две успоредни риби, плуващи в противоположни посоки, които са свързани помежду си с; а другият – две риби, плуващи в една посока в окръжност.